# York (circonscription fédérale)
Pour les articles homonymes, voir York (homonymie).
York était une circonscription électorale fédérale du Nouveau-Brunswick, Canada, dont le représentant a siégé à la Chambre des communes de 1867 à 1914.

## Histoire
Cette circonscription a été créée par l'Acte de l'Amérique du Nord britannique en 1867 et correspondait au Comté de York. Elle faisait partie des 15 circonscriptions fédérales originelles et fut abolie en 1914 lorsqu'elle fusionna avec le territoire du Comté de Sunbury inclus dans la circonscription de Sunbury—Queen's pour donner naissance à la nouvelle circonscription de York—Sunbury.

## Liste des députés successifs
Cette circonscription fut représentée par les députés suivants :
|  | Législature | Date élection     | Député               | Profession       | Parti                 |
|  | ----------- | ----------------- | -------------------- | ---------------- | --------------------- |
|  | 1re         | 7 août 1867       | Charles Fisher       | Avocat           | Libéral               |
|  | ¹           | 28 octobre 1868   | John Pickard         | Marchand         | Libéral - indépendant |
|  | 2e          | 20 juillet 1872   | John Pickard         | Marchand         | Libéral - indépendant |
|  | 3e          | 22 janvier 1874   | John Pickard         | Marchand         | Libéral - indépendant |
|  | 4e          | 17 septembre 1878 | John Pickard         | Marchand         | Libéral - indépendant |
|  | 5e          | 20 juin 1882      | John Pickard         | Marchand         | Libéral - indépendant |
|  | ²           | 29 juin 1884      | Thomas Temple        | Agriculteur      | Conservateur          |
|  | 6e          | 22 février 1887   | Thomas Temple        | Agriculteur      | Conservateur          |
|  | 7e          | 5 mars 1891       | Thomas Temple        | Agriculteur      | Conservateur          |
|  | 8e          | 23 juin 1893      | George Eulas Foster  | Professeur       | Conservateur          |
|  | 9e          | 7 novembre 1900   | Alexander Gibson     | Homme d'affaires | Libéral               |
|  | ³           | 28 décembre 1901  | Alexander Gibson     | Homme d'affaires | Libéral               |
|  | 10e         | 3 novembre 1904   | Oswald Smith Crocket | Journaliste      | Conservateur          |
|  | 11e         | 26 octobre 1908   | Oswald Smith Crocket | Journaliste      | Conservateur          |
|  | 12e         | 21 septembre 1911 | Oswald Smith Crocket | Journaliste      | Conservateur          |
|  | ⁴           | 31 décembre 1913  | Harry Fulton McLeod  | Avocat           | Conservateur          |

¹ Élection partielle à la suite de la démission de M. Fisher
² Élection partielle à la suite du décès de M. Pickard
³ Élection partielle à la suite de l'annulation de l'élection précédente
⁴ Élection partielle à la suite de la démission de M. Crocket